# 資生堂青春アワー
『資生堂青春アワー』（しせいどうせいしゅんあわー）は、1964年3月22日から8月30日まで日本テレビ系列の日曜19:00 - 19:30（JST）に放送されたテレビドラマの放送枠の名称である。資生堂一社提供。

## 歴史
資生堂は1958年5月以降、『光子の窓』→『スタジオNo.1』→『あなたとよしえ』といったミュージカルバラエティ番組を提供した後、1962年5月より継続中のホームドラマ『ママちょっと来て』のスポンサーになり、続くホームドラマ『ホラ、しあわせが』までを提供していたが、1964年3月より内容を一新したドラマを放送する枠を設置するに至った。
内容は若者向けとし、主演者にも若手の俳優を起用した。そして放送期間も約1か月サイクルとした。
番組ではオープニングキャッチが存在、若い男女の様子を映すと、アニメの手紙の中からタイトルカードが登場する物だった。またエンディングも有り、若い女性3人が夜の銀座を歩き、1人がバッグを開けると、資生堂の商標「花椿マーク」が現れて銀座の夜を動き、最後は銀座に所在する「資生堂本社ビル」のネオンサインの「花椿マーク」に重なるという物だった。
8月30日放送の『回遊魚』をもって終了、総本数は5本だった。なお資生堂一社提供の30分ドラマは、本シリーズが最後となった。

## 放送作品一覧
- 信子（1964年3月22日 - 4月19日）- 原作：獅子文六
- 魔女の時間（1964年4月26日 - 5月17日）- 原作：司馬遼太郎
- お嬢さん大学（1964年5月24日 - 6月14日）
- 男性無用（1964年6月21日 - 7月12日）- 原作：源氏鶏太
- 回遊魚（1964年7月19日 - 8月30日）- 原作：杉森久英

## その後の資生堂提供枠
- 本シリーズの終了後、『光子の窓』以来6年4か月続いた日本テレビの資生堂一社提供番組は一旦中断、7年2か月弱後の1971年10月開始の『資生堂・サンデーヒットパレード』で再開する。
  - なお『サンデーヒットパレード』の放送枠は本シリーズと同じ日曜19:00 - 19:30だった。
- その後は『おしゃれ』（1974年4月 - 1987年4月、平日13:15 - 13:30）→『オシャレ30･30』（1987年1月 - 1994年6月、これ以降は日曜22:00 - 22:30）→『おしゃれカンケイ』（1994年7月 - 2005年3月）→『おしゃれイズム』（2005年4月 - 2021年9月）と続き、現在の『おしゃれクリップ』（2021年10月 - ）に至る。

## 備考
- 本シリーズ終了後の日本テレビの日曜19:00枠は、長期にわたって音楽系番組やバラエティが続き（アニメ『ドラえもん』（第1作）も放送したことがある）、次にドラマが放送されるのは、14年後の1978年4月2日開始の『スターウルフ→宇宙の王者スターウルフ』、そしてその次は1987年10月11日開始の『こんな学園みたことない!』だが、いずれもよみうりテレビ制作であるため、日本テレビ制作のドラマはいまだ放送されていない。

## 参考資料
- テレビドラマデータベース
- 資生堂宣伝史II 現代（1979年 資生堂刊行）

| 日本テレビ 日曜19:00枠      | 日本テレビ 日曜19:00枠 | 日本テレビ 日曜19:00枠                                         |
| 前番組                      | 番組名                 | 次番組                                                         |
| --------------------------- | ---------------------- | -------------------------------------------------------------- |
| ホラ、しあわせが            | 資生堂青春アワー       | 美空ひばりアワー ※つなぎ番組 ↓ 歌のフルハウス ↓ 歌のフルコース |
| 日本テレビ 資生堂一社提供枠 |                        |                                                                |
| ホラ、しあわせが            | 資生堂青春アワー       | 資生堂・ サンデーヒットパレード ※1971年10月 -                  |